# Impact environnemental de la métallurgie
L'impact environnemental de la métallurgie se fait essentiellement au moment de l'extraction des minerais, lors de la production des métaux (raffinage dans les hauts-fourneaux, électrolyse de l'aluminium, etc.), au recyclage, et en fin de vie.

## Contexte
La production de métaux causait déjà des problèmes de pollution de l'eau, de l'air et des sols pendant l'Antiquité. Aujourd'hui la production est considérablement plus importante qu'a l'époque ce qui a conduit à une augmentation significative de la pollution engendrée et ce malgré une optimisation des processus et des normes environnementales plus strictes.
La production d'aluminium a par exemple eu une croissance annuelle de 6,5 % entre 2002 et 2014 ce qui équivaut à un doublement de la production sur cette période. Entre 2005 et 2015, la production de lithium a augmenté de 20 % par an, passant de 16 600 à 31 500 tonnes par an. La production de nickel devrait augmenter de 1,7 % par an de 2020 jusqu'à 2029.

## Pollution

### Épuisement des ressources
La consommation de métaux devrait augmenter significativement dans le cadre de la transition énergétique puisque les énergies renouvelables (solaire et éolien) ainsi que les batteries nécessitent des quantités importantes de métaux,.
Le cuivre est un métal qui pourrait être sous tension de par la transition énergétique puisqu'il faudrait consommer 90% des ressources connues actuellement avant 2050 si l'on souhaite rester sous la barre des 2 degrés de réchauffement avant la fin du siècle.
Pour le cobalt, c'est entre 65% et 83% des réserves connues aujourd'hui qui pourraient être utilisées. Pour le nickel, c'est 43% et pour le lithium, bien plus abondant, c'est « seulement » 25%.

### Pollution lors de l'extraction

#### Consommation d'énergie
Plus un métal est faiblement concentré, plus il faut d'énergie pour en extraire un quantité donnée. Or, du fait que les gisements les plus concentrés ont été exploités en premier, on exploite au fil du temps, des gisements de moins en moins bonne qualité.

### Pollution lors du raffinage
| Métal     | Quantité d'énergie en MJ/kg |
| --------- | --------------------------- |
| Cadmium   | 17                          |
| Plomb     | 37,5                        |
| Zinc      | 52                          |
| Mercure   | 135                         |
| Nickel    | 190                         |
| Aluminium | 210                         |
| Étain     | 285                         |
| Néodyme   | 390                         |
| Lithium   | 615                         |
| Silicium  | 1250                        |
| Argent    | 1500                        |
| Indium    | 2600                        |
| Gallium   | 3000                        |
| Tantale   | 4400                        |
| Palladium | 180 000                     |
| Platine   | 190 000                     |
| Or        | 310 000                     |